# Steinmühle

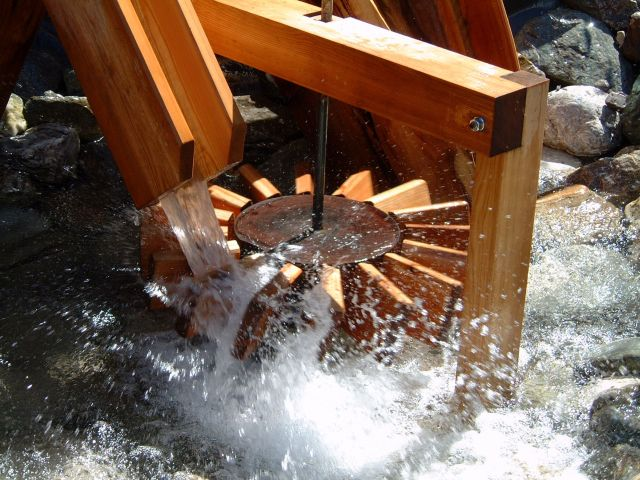
Eine traditionelle Steinmühle nahe Lienz.

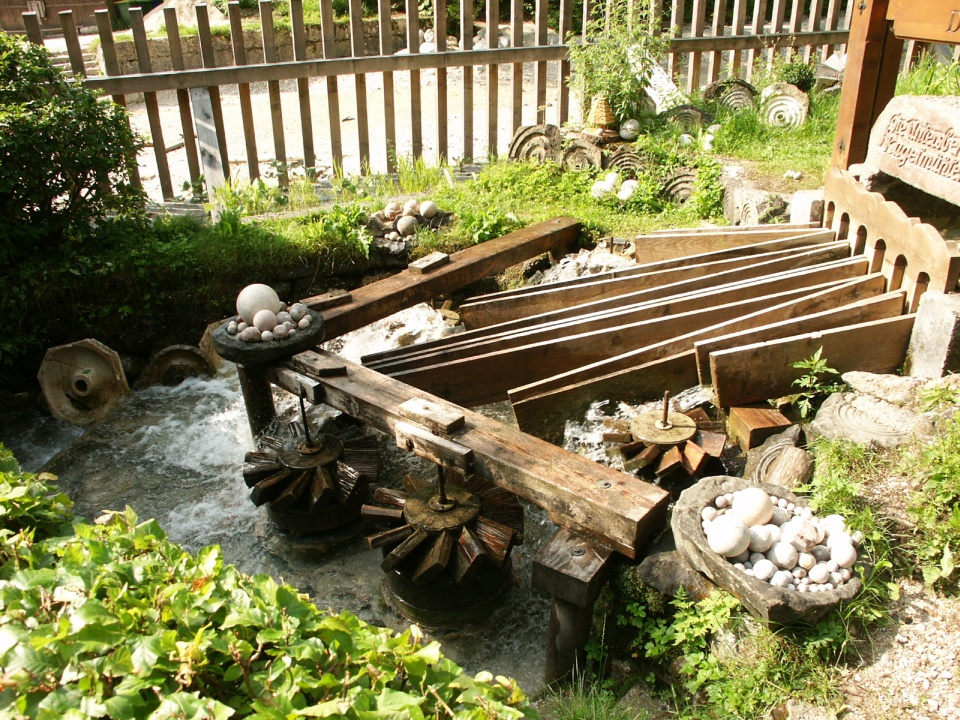
Das Kernstück der Kugelmühle bei Marktschellenberg

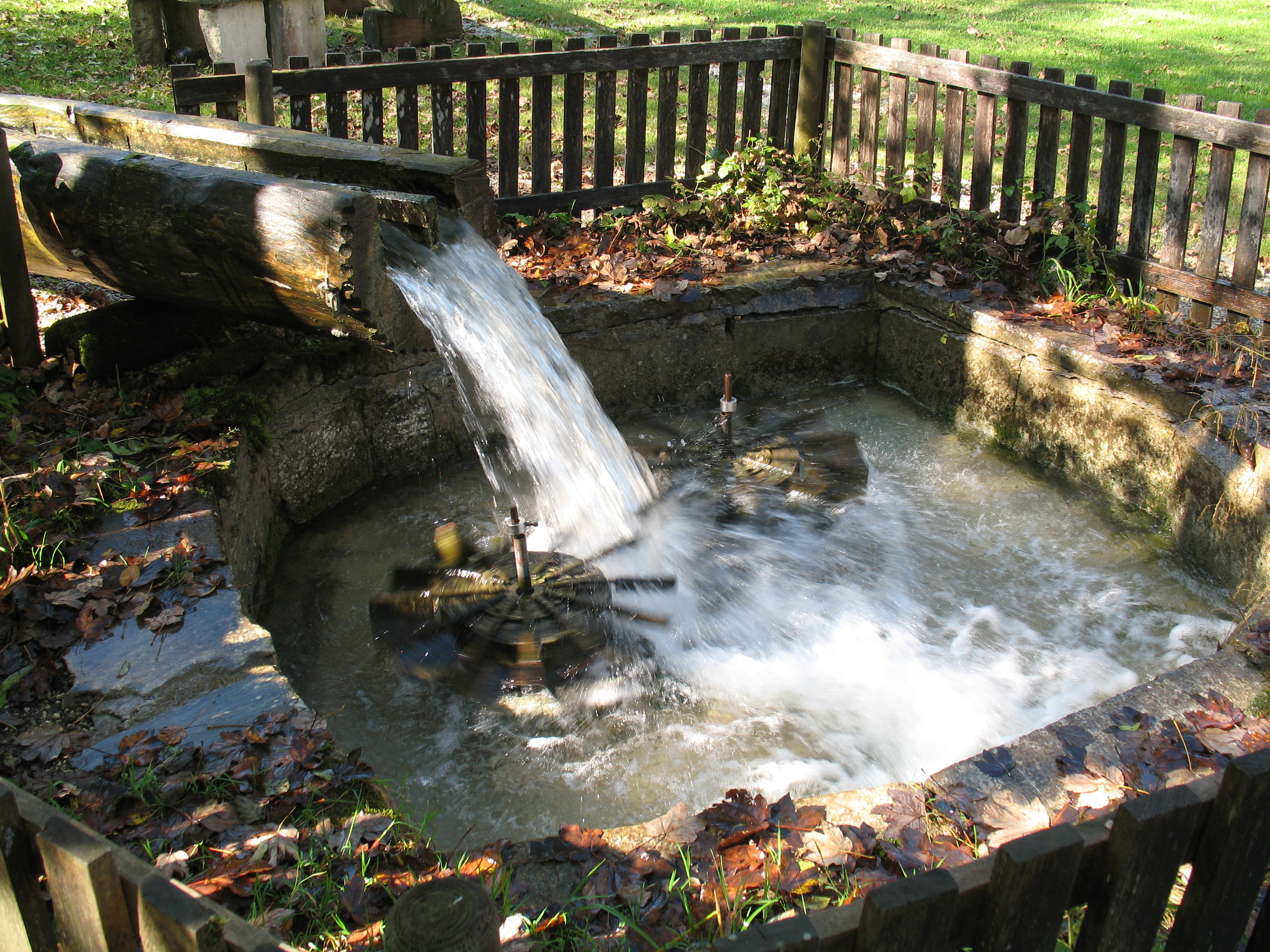
Kugelmühle in Fürstenbrunn

Eine Steinmühle, auch Kugelmühle oder Märbelmühle, diente in vergangenen Jahrhunderten zum Rundschleifen von Steinen.

## Arbeitsprinzip
Von einem geeigneten, möglichst homogenen Gestein wie z. B. Marmor, Granit ausgehend, werden Stücke grob in Kugelform vorbehauen. Einige dieser Rohkugeln werden in eine kreisförmige Laufrille in einer waagrecht liegenden Scheibe, eventuell aus Sandstein, gelegt. Obenauf kommt eine zweite Scheibe, die auch aus Hartholz sein kann und eine gegengleiche Rille aufweist. Erfolgt der Antrieb der oberen Scheibe wie häufig durch Wasserkraft über ein etwas darüberliegendes Flügelrad im Wasserstrahl, so ist das Mahlwerk auch einfach ständig mit Wasser zu spülen. Die Steine schleifen sich beim relativ langsamen Rollen in den Rillen und beim Anstoßen aneinander selektiv die vorstehenden Buckel ab. Unregelmäßigkeiten und die Kurvigkeit der Rille ändern zudem laufend die Rollachse der Steine, wodurch diese langsam auch quer zur Rollrichtung umgewälzt werden, sodass der Schleifvorgang binnen einiger Tage zu recht vollkommenen und etwa gleich großen Kugeln führt. Die Steinkugeln werden dann der Steinmühle entnommen und erhalten danach ggf. noch durch eine abschließende Politur ihre gebrauchsfähige glatte Oberfläche. 

## Märbelpicker
Märbelpicker klopften Gestein mit dem Spitzhammer zu Würfeln, damit diese in Mühlen zu Murmeln geschliffen werden konnten. Sie gruben den dafür benötigten Kalkstein aus bis zu 20 Meter tiefen Schächten.

## Verwendung
Für die Steinkugeln gab es verschiedenste Verwendungsmöglichkeiten:
- Steinkugeln wurden lange Zeit als Munition der Artillerie verwendet und auch für die mittelalterlichen Katapulte gebraucht. Sie sollen bis in die erste Hälfte des 19. Jahrhunderts als Munition für Kanonen und Haubitzen verwendet worden sein. Kleine Steine (Märbeln) wurden im Seekrieg zum Zerschießen der feindlichen Takelage verwendet. Durch die zunehmende Verfügbarkeit zuverlässiger und sicher handhabbarer Explosivmunition verloren die Steinkugeln an Bedeutung.
- Steinkügelchen werden auch gewerblich genutzt, zum Beispiel in Drehtrommeln zum Entgraten und zur Oberflächenbehandlung.
- Steinkügelchen bzw. Märbeln sind ein beliebtes Kinderspielzeug. Das Mühlengewerbe zur Herstellung der aus Kalkstein bestehenden Märbeln war u. a. im Meininger Oberland weit verbreitet. 1900 waren dort 87 Märbelmühlen in Betrieb.[2]
- Vielfach sind Steinkugeln auch wegen ihres Aussehens beliebt, insbesondere, wenn als Ausgangsmaterial Halbedelsteine oder Edelsteine verwendet werden. Größere Kugeln aus Stein werden als dekorative Elemente in der Architektur eingesetzt.

Heutzutage werden nicht mehr die traditionellen Steinmühlen verwendet, sondern hochentwickelte industrielle Mühlen.

## Schaumühlen
Die letzte traditionelle Kugelmühle Deutschlands befindet sich in der bayerischen Marktgemeinde Marktschellenberg. Die 1683 gegründete Anlage gehört zu den einstmals 40 Untersberger Marmorkugelmühlen am Almbach und zählt zu den ältesten Gewerbebetrieben Bayerns. 
Eine neu erstellte Kugelmühle steht am Seebach im baden-württembergischen Neidlingen am Albtrauf, dort wird heimischer Juramarmor rundgeschliffen. Sie wird seit 2005 im Nebenerwerb betrieben. Die Neidlinger Kugelmühle ist seit Juli 2016 als Geopoint des UNESCO Geopark Schwäbische Alb ausgezeichnet. 
Weitere Kugelmühlen finden sich auf dem Museumsvorplatz des Naturkunde- und Mammut-Museum Siegsdorf im oberbayerischen Landkreis Traunstein, sowie in Österreich im Untersbergmuseum Fürstenbrunn und als Schaumühle im steirischen Gesäuse am Ende der Nothklamm.

Kugelmühle Neidlingen
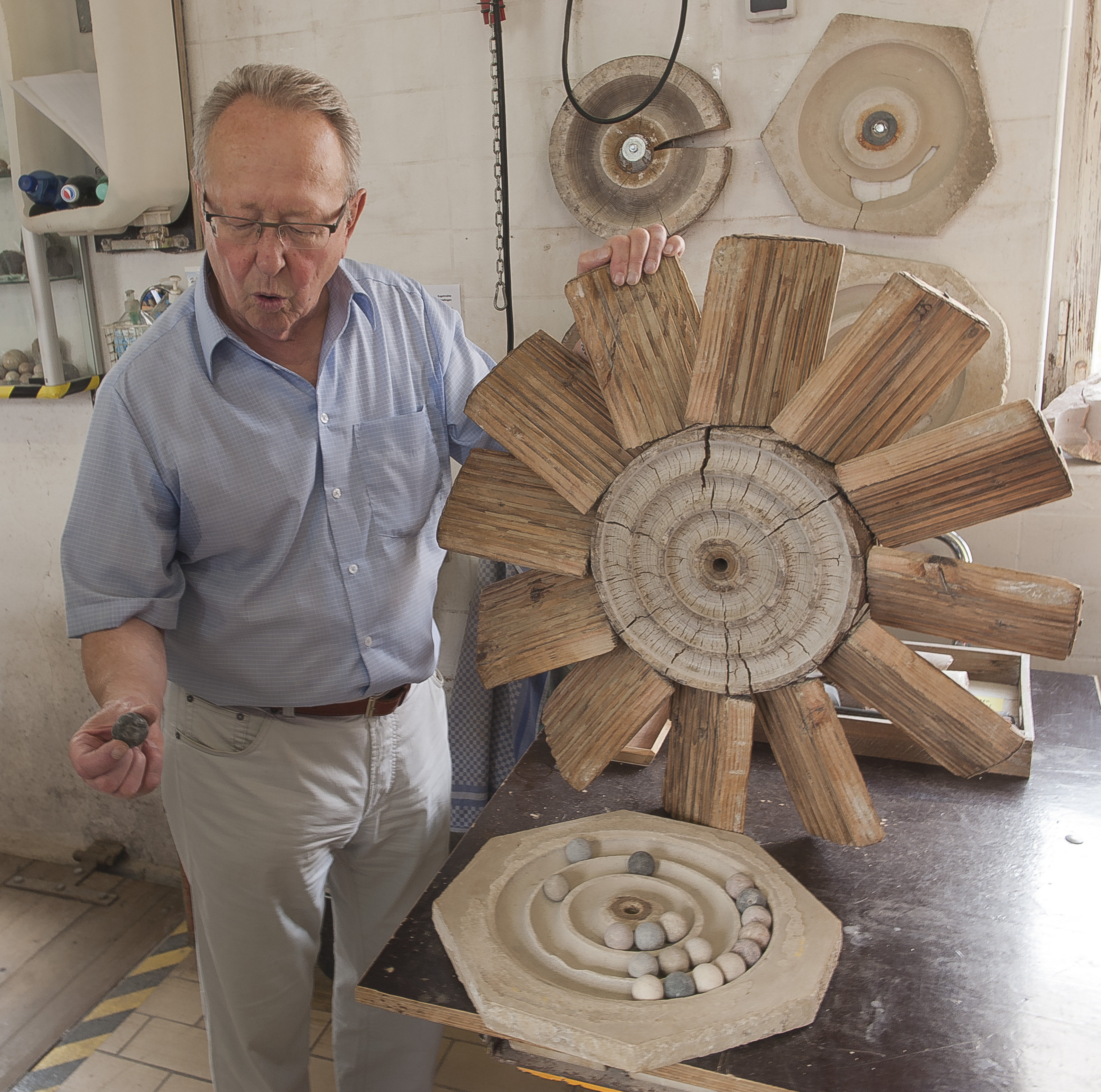
Aufgeklapptes Mahlwerk
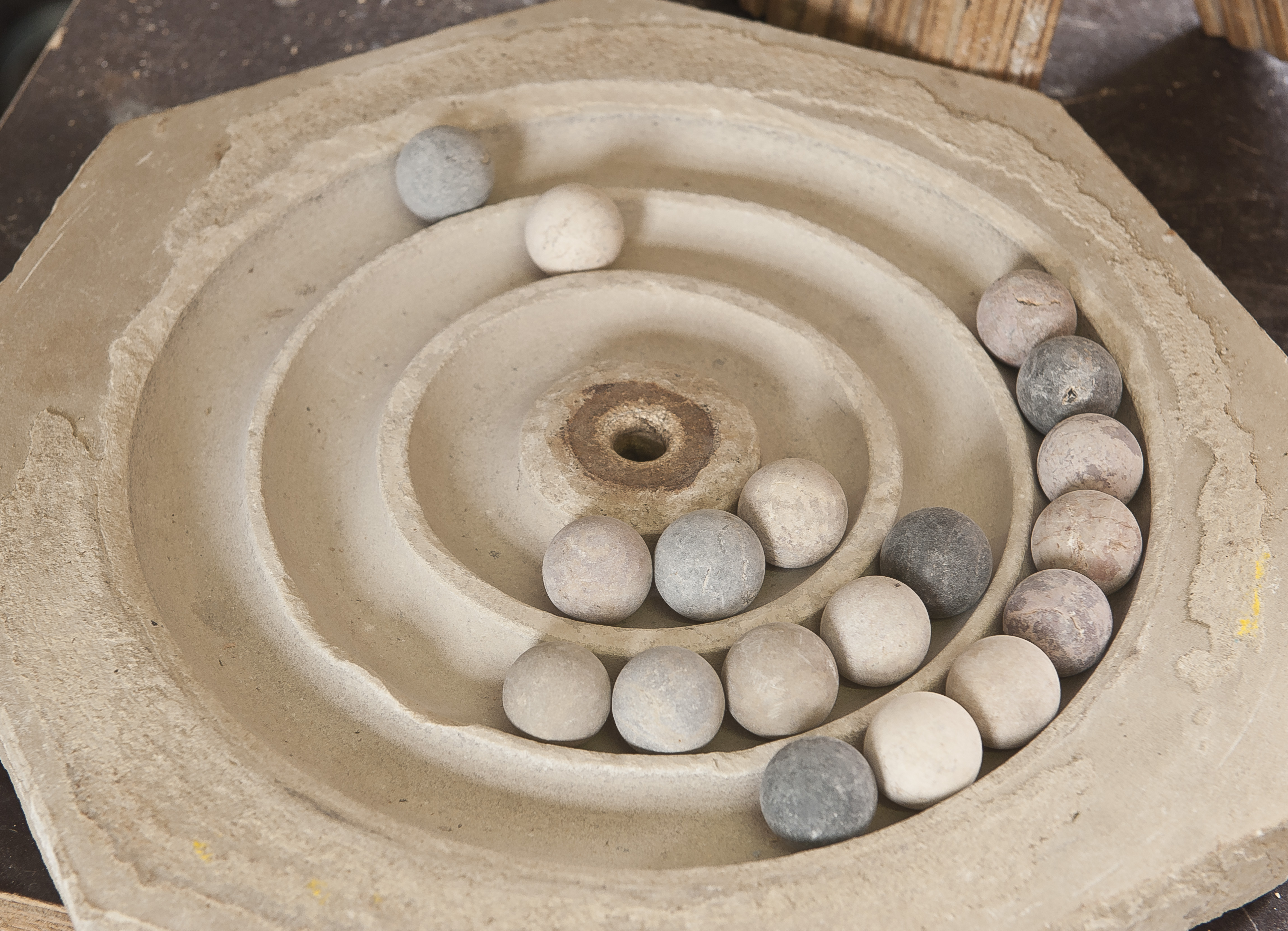
Unterteil aus Sandstein
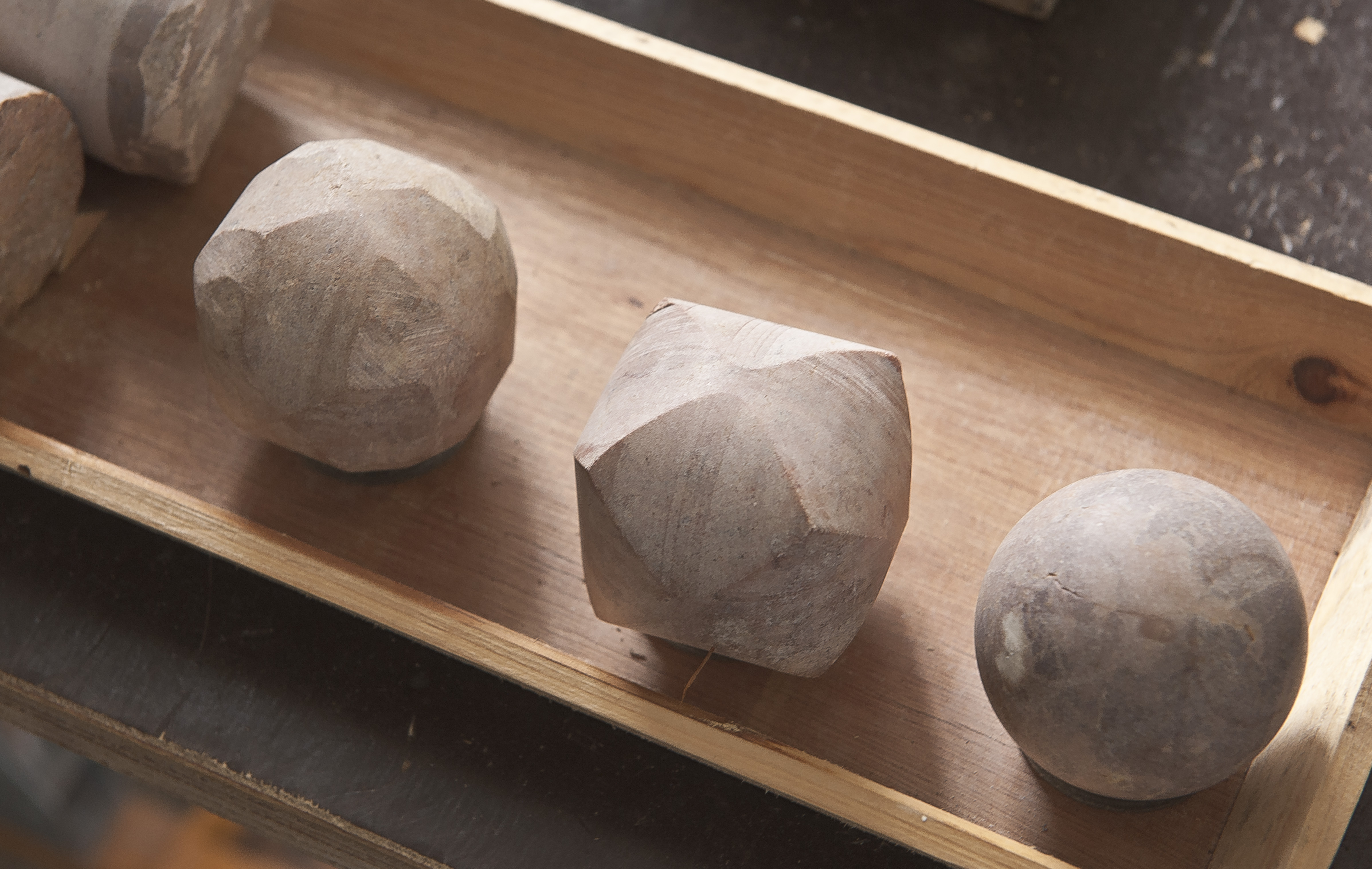
Vorbearbeitungsstufen
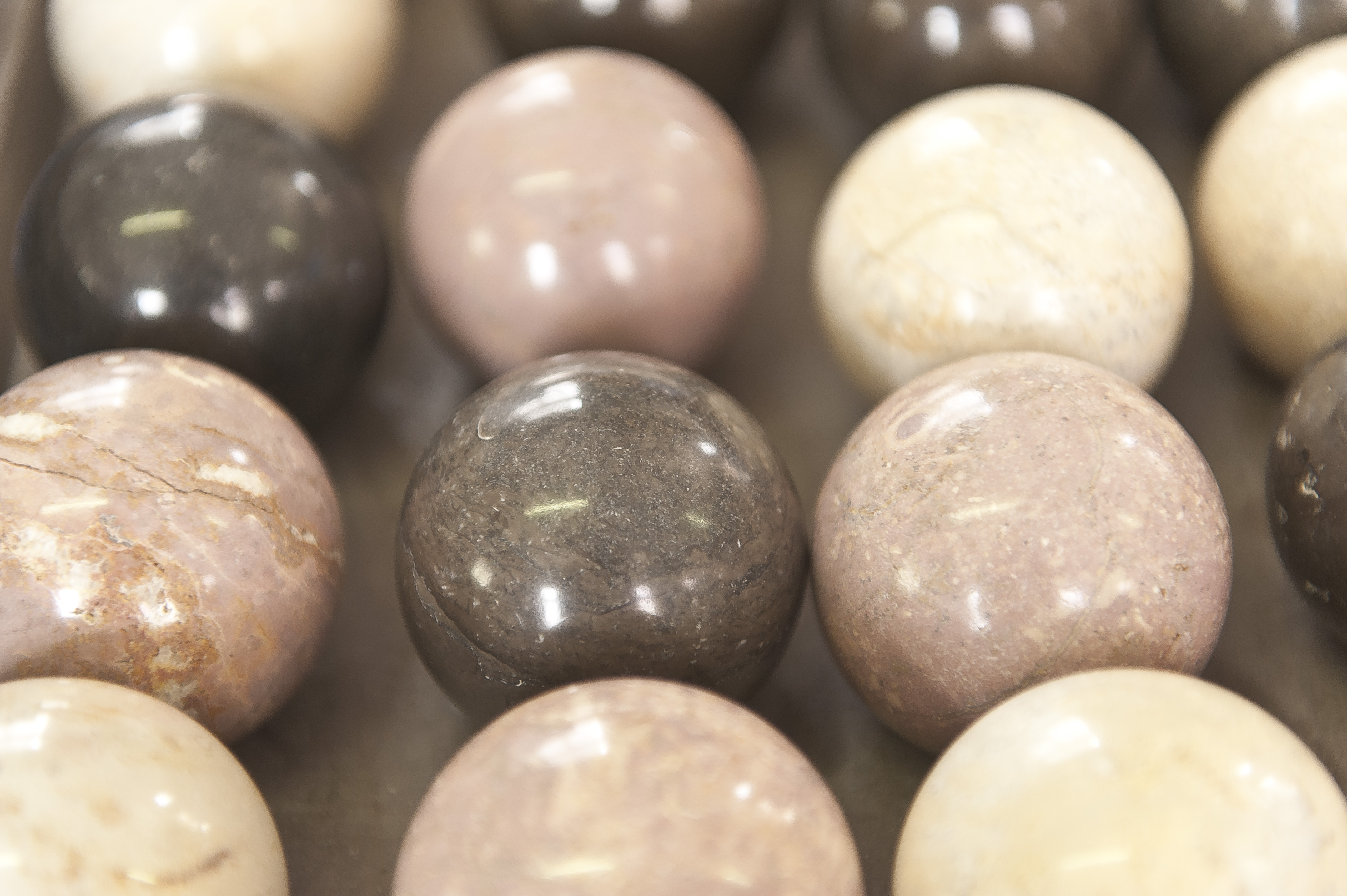
Endprodukte